# Zhang Zhilei
Zhang Zhilei (n. 2 mai 1983, Shenqiu County⁠(d), Henan, Republica Populară Chineză) este un boxer chinez, medaliat olimpic. A participat la 2 ediții ale Jocurilor Olimpice (2008, 2012) în care a câștigat o medalie de argint.